# Петър Чернев (озвучаващ актьор)
Вижте пояснителната страница за други личности с името Петър Чернев.
Петър Петров Чернев (13 юни 1972 г. – 17 юни 2019 г.) е български актьор.

## Ранен живот
Син е на актьора Петър Чернев и съпругата му Пенка, а чичо му е Неделчо Чернев. Негов по-голям брат е актьорът Борис Чернев. Завършва 9-а френска езикова гимназия „Алфонс дьо Ламартин“. През 1999 г. завършва НАТФИЗ „Кръстьо Сарафов“ със специалност режисура за куклен театър.

## Кариера на озвучаващ актьор
Както брат си, Чернев също се занимава с озвучаване на реклами, филми и сериали от началото на 21-век до смъртта си през 2019 г.
По-известни заглавия с негово участие са „Коломбо“, „Туин Пийкс“ (дублаж на Арс Диджитал Студио) „Адвокатите“, „Фарскейп“ и „Търсач на реликви“, както и анимационни поредици като „Скуби-Ду, къде си?“, „Шоуто на Скуби-Ду“ (дублаж на Медиа Линк), „Семейство Адамс“ (дублаж на Арс Диджитал Студио), „Батман от бъдещето“, „Новият Капитан Скарлет“, „Време за приключения“ и „Малки титани: В готовност!“.
| Актьор                 | Заглавия                                                                                                   | Роли                      |
| ---------------------- | --- | ------------------------- |
| Джеф Бенет             | Супермен: Анимационният сериал (дублаж на Медиа Линк) Реактивните момичета (дублаж на Арс Диджитал Студио) | Пазач Професор Дик Хардли |
| Кевин Майкъл Ричардсън | Супермен: Анимационният сериал (дублаж на Медиа Линк) Малки титани: В готовност! (в първи сезон)           | Ал Трайгон                |
| Кейси Кейсъм           | Скуби-Ду, къде си? Шоуто на Скуби-Ду (дублаж на Медиа Линк)                                                | Шаги Роджърс              |
| Пат Морита             | Карате кид Карате кид 2                                                                                    | Г-н Мияги                 |
| Робърт Ито             | Железният човек Супермен: Анимационният сериал (дублаж на Медия Линк)                                      | Мандарина Д-р Тенг        |

## Смърт
Петър Чернев получава инфаркт на 16 юни 2019 г. Умира на следващия ден на 47 години в София.